# Biblidinae

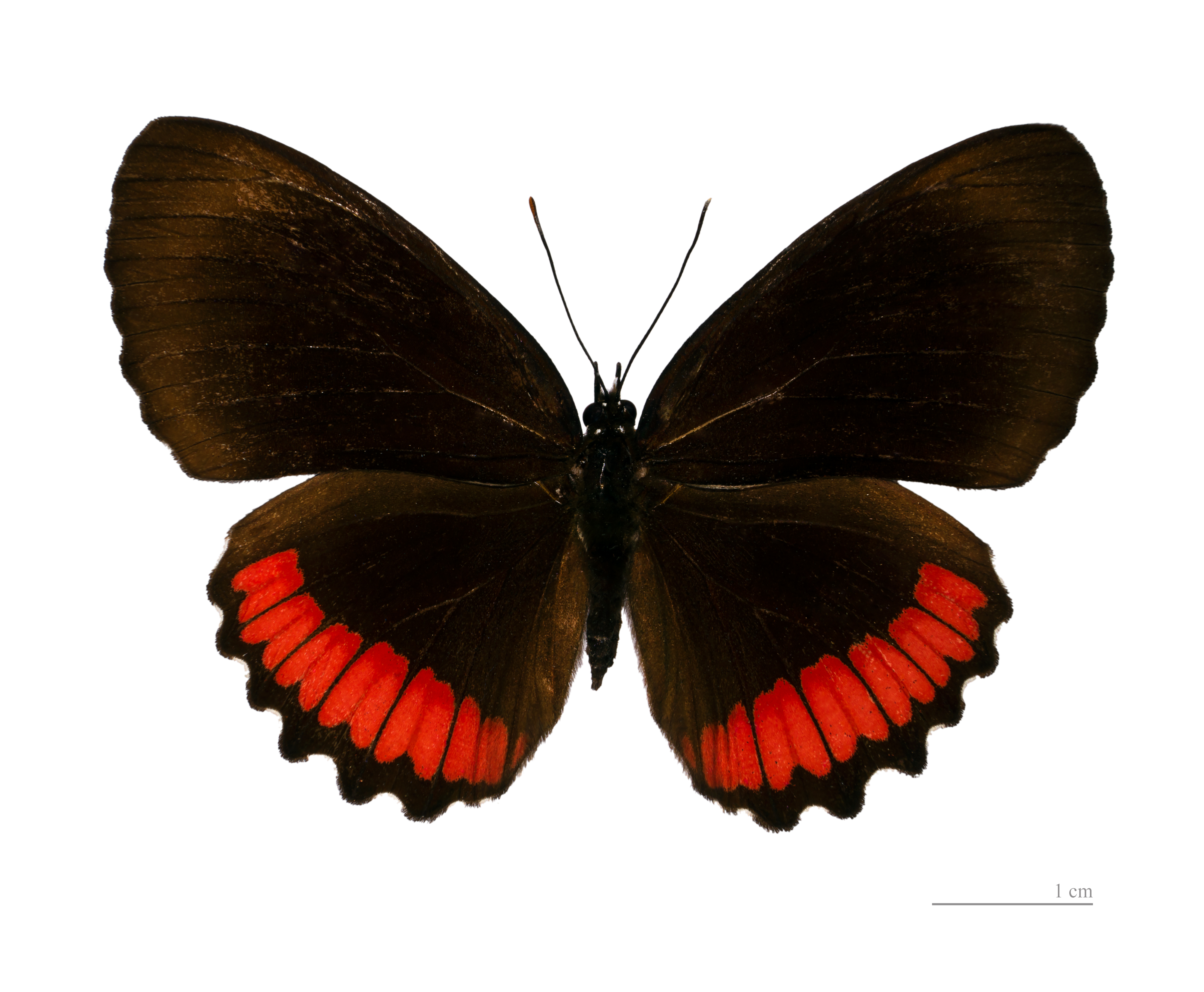
Biblis hyperia: Biblidini)l

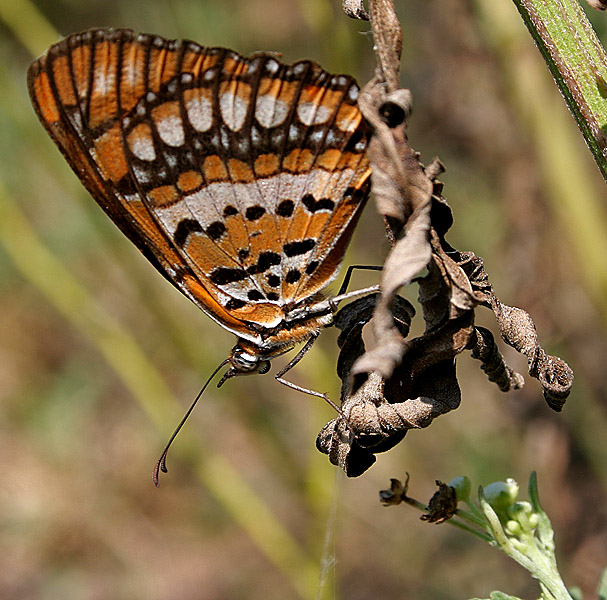
Byblia ilithyia

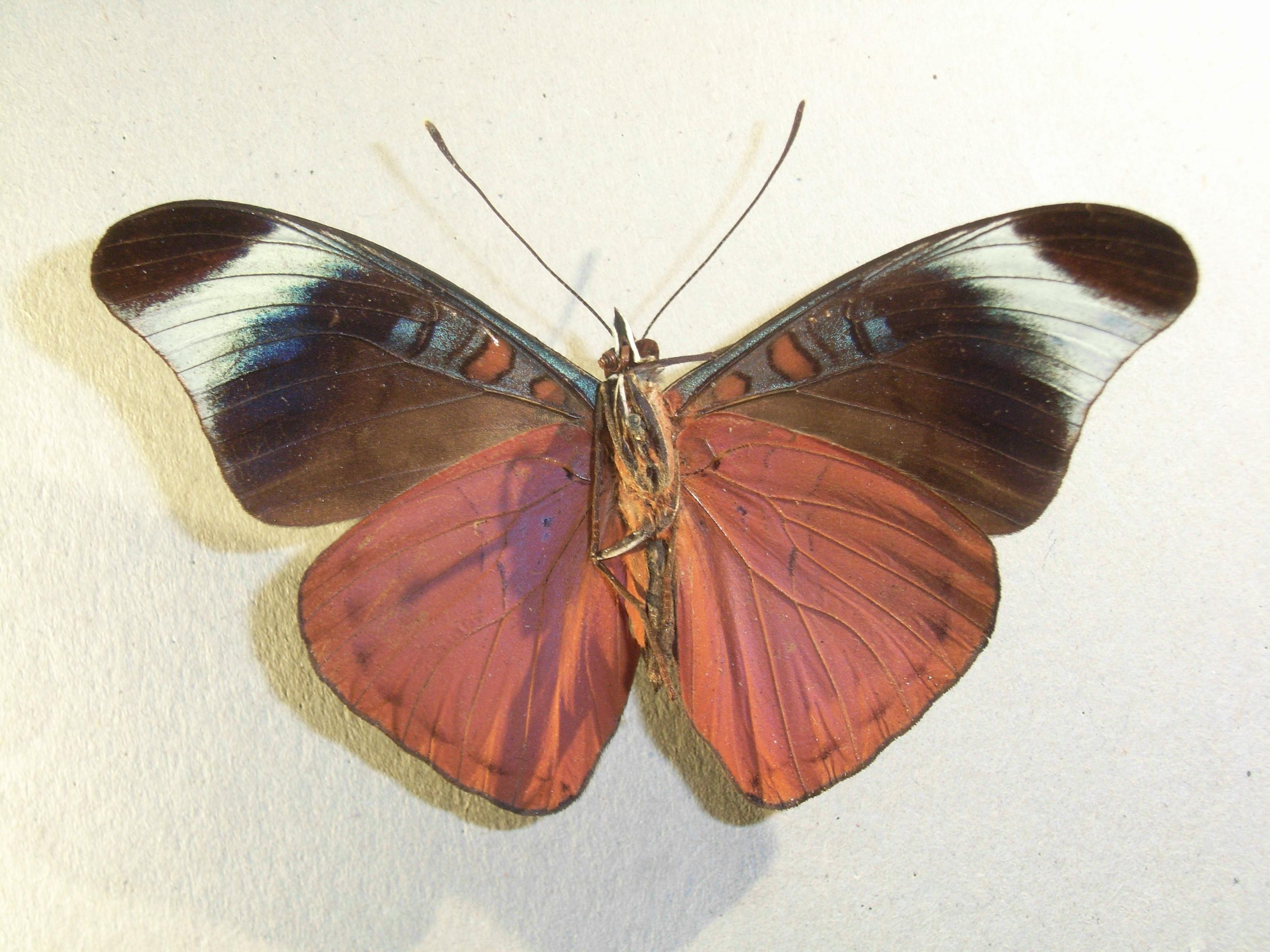
Panacea procilla mẫu thuộc (Ageroniini)

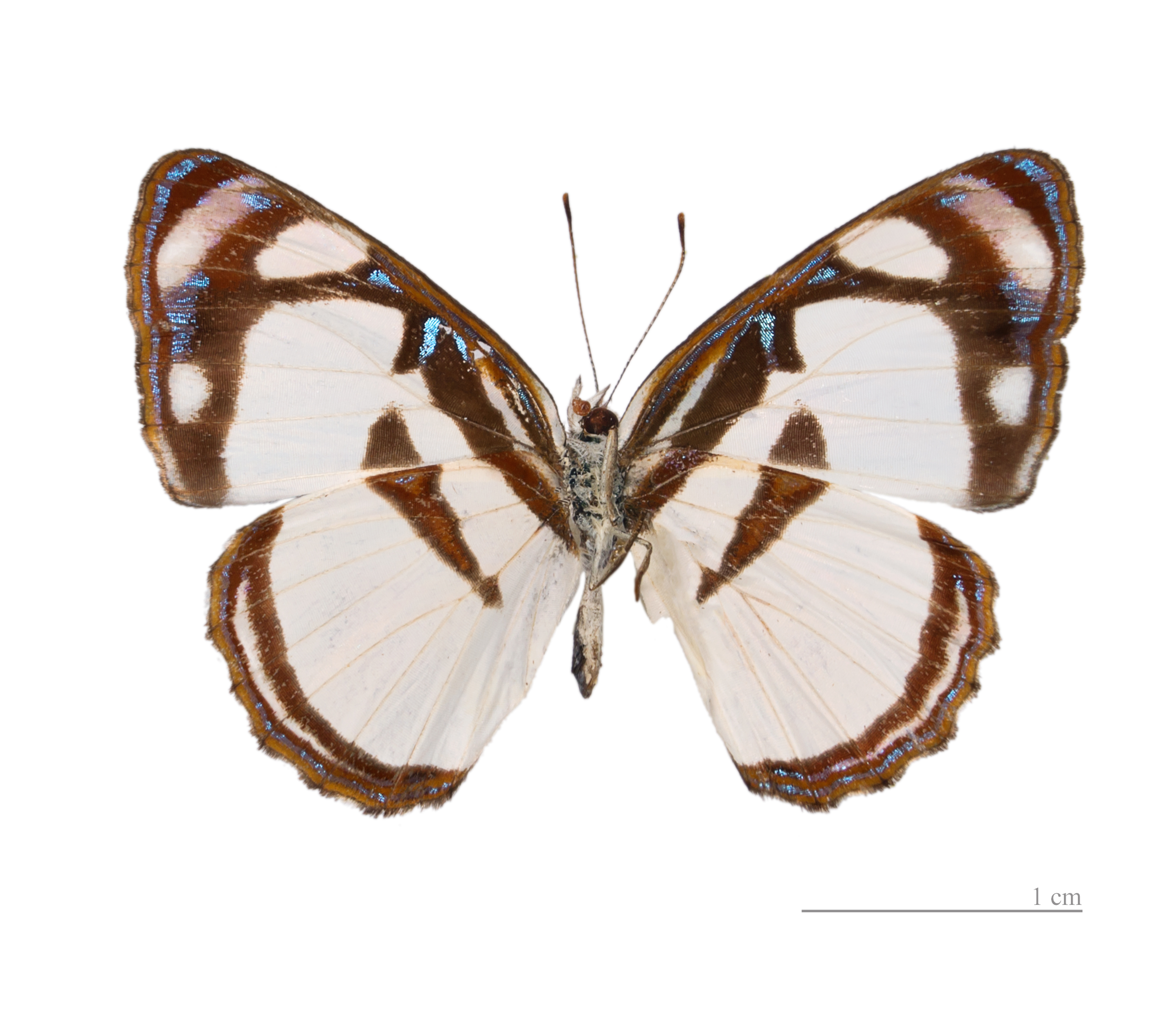
Dynamine athemon (Eubagini)

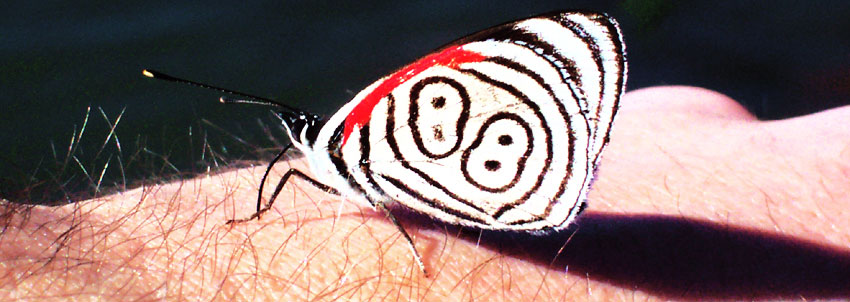
Diaethria clymena, một trong 88 loài trước đây nằm trong "Catagramma" (nay là Callicorini)

Biblidinae là một phân họ trong Họ Bướm giáp. Phân họ này đôi khi được sáp nhập vào Limenitidinae, nhưng nay người ta đã công nhận là khác dòng. Phân họ này có 38 chi với khoảng 340 loài.

## Hình ảnh

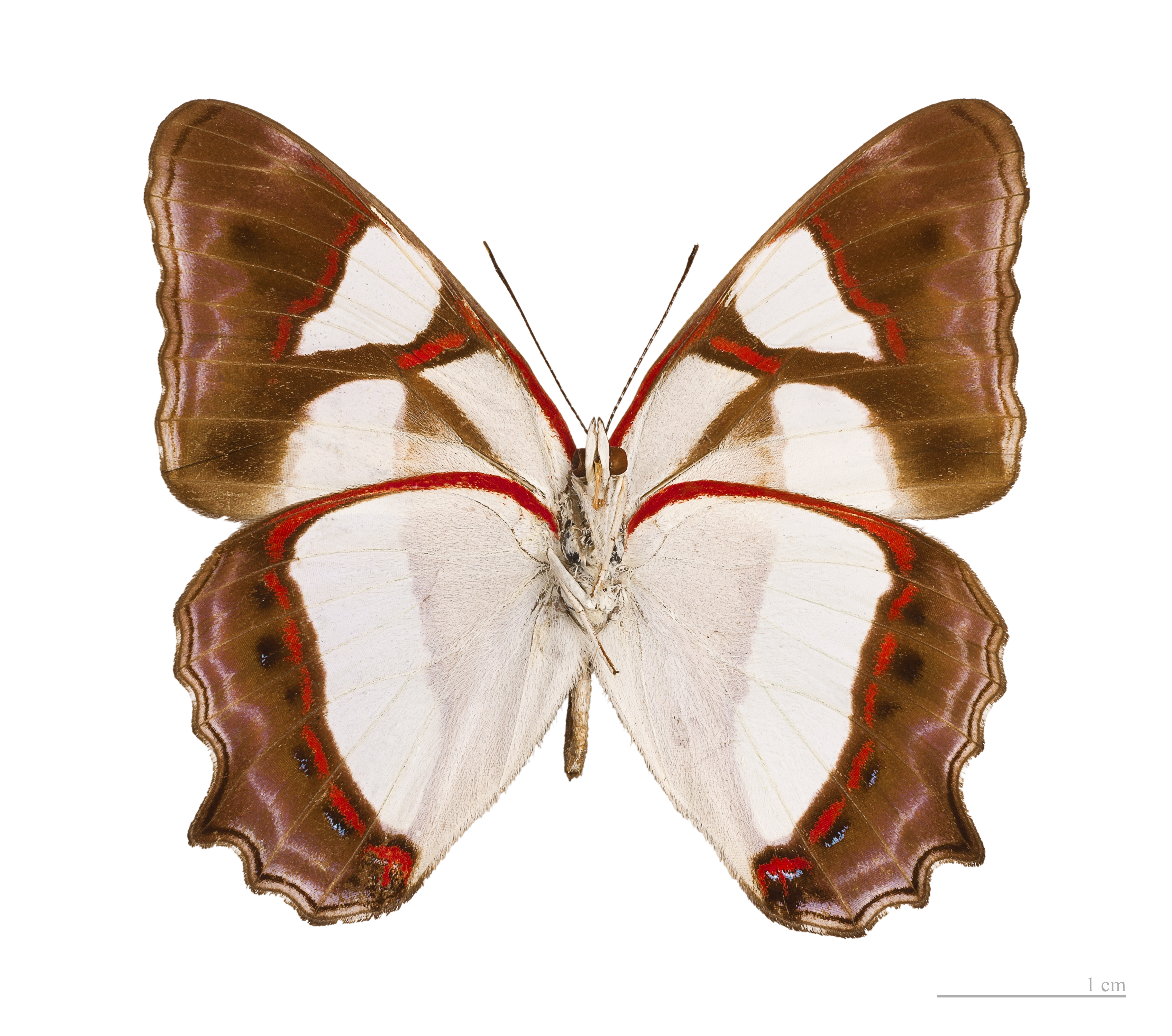
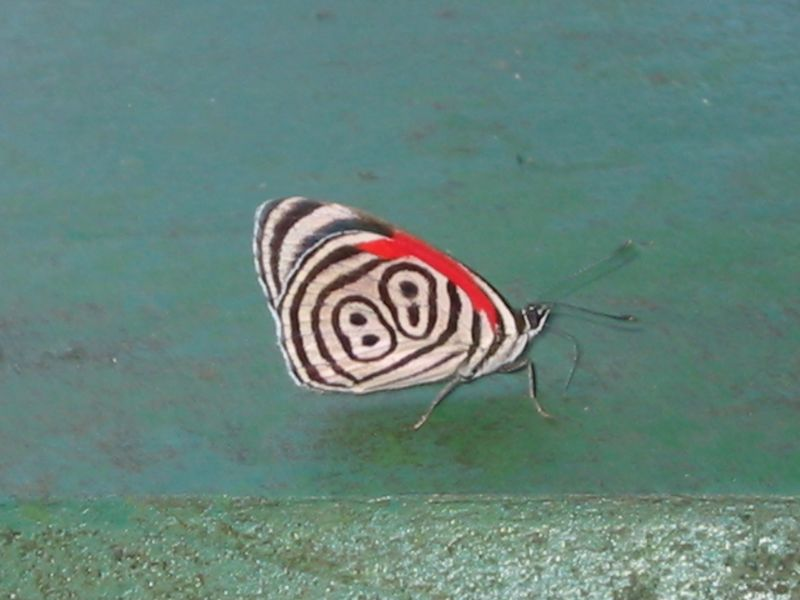
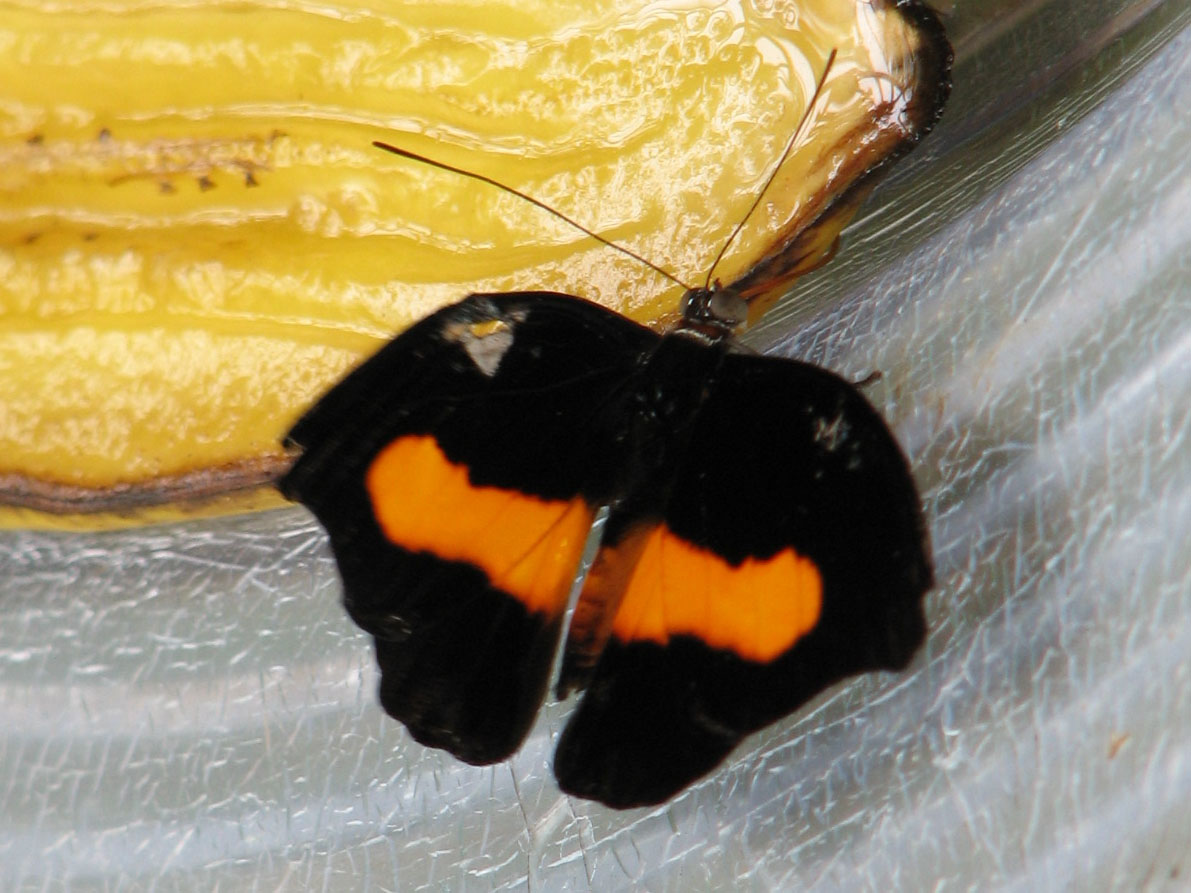